# Collines de l'Artois
Les collines de l'Artois sont un relief d'altitude modeste qui s'étend selon un axe nord-ouest / sud-est sur une grande partie du département du Pas-de-Calais, dans l'Artois et le Boulonnais, entre le cap Blanc-Nez et Arras. La limite sud admise est celle du fleuve côtier de l'Authie. Ce qui fait que le massif déborde légèrement sur le département de la Somme (exemple reliefs de la forêt de Lucheux, vallée de la Grouche).
C'est une zone essentiellement agricole, plus particulièrement d'élevage. Le bassin minier du Nord s'étend au pied de ces collines.

## Géographie
Les collines forment un plateau d'une altitude moyenne supérieure à 100 mètres et atteignent les 200 mètres à l'ouest. Le versant sud est peu pentu et s'allonge doucement vers la Picardie, tandis que le versant nord est plus abrupt et forme une limite nette avec la plaine de Flandre.
Le plateau est entrecoupé de vallées verdoyantes.
Le bocage du Boulonnais caractérise la partie septentrionale, tandis que le marais audomarois fait déjà partie de la plaine de Flandre. À l'ouest et au nord-ouest, on retrouve les plages de la côte d'Opale ainsi que les différents caps qui ont donné leur nom au parc naturel régional des Caps et Marais d'Opale.

## Géologie
Les collines de l'Artois sont un très ancien bombement de roches primaires qui sépare deux bassins sédimentaires : la plaine de Flandre (bassin franco-anglo-belge) au nord et le Bassin parisien au sud. Des terrains secondaires le recouvrent, datant principalement du Crétacé, et du Jurassique dans le Boulonnais. À l'ère tertiaire, ce relief s'est soulevé à nouveau sous l'effet du plissement alpin.
Le plateau à base de craie blanche recouverte de marnes, d'argiles à silex est surmonté d'une couche de limons des plateaux.

## Hydrologie
Les collines de l'Artois déterminent la crête de l'Artois, qui constitue la ligne de partage des eaux au sein du bassin Artois-Picardie. La crête de l'Artois est une ligne imaginaire qui relie les monts du Boulonnais au nord-ouest et le Massif ardennais au sud-est, en passant par les collines de l'Artois. Au sud et à l'ouest de cette ligne, les eaux coulent vers la Manche ; la région est traversée par six fleuves côtiers : la Somme, l'Authie, la Canche, la Liane, le Wimereux et la Slack. Au nord et à l'est de la ligne, les eaux s'écoulent soit vers le territoire de la Belgique, comme la Sambre, l'Escaut, la Scarpe, la Deûle, la Lys et l'Yser, soit vers la mer du Nord, en ce qui concerne l'Aa et son affluent la Hem.